# Aïn Reggada
Aïn Reggada (în arabă عين رقادة) este o comună din provincia Guelma, Algeria.
Populația comunei este de 7.688 de locuitori (2008).